# Giovanni Stampa
Giovanni Stampa (nascido em 18 de fevereiro de 1913, data de falecimento desconhecida) foi um marinheiro italiano. Ele competiu nos 6 metros mistos nos Jogos Olímpicos de Verão de 1936.